# Atletica leggera ai Giochi della XXI Olimpiade - Staffetta 4×100 metri femminile

Video della Finale

La staffetta 4×100 metri ha fatto parte del programma femminile di atletica leggera ai Giochi della XXI Olimpiade. La competizione si è svolta nei giorni 30-31 luglio 1976 allo Stadio Olimpico (Montréal).

## Presenze ed assenze delle campionesse in carica
| Competizione      | Atleta         | Prestazione | Montréal 1976 |
| ----------------- | -------------- | ----------- | ------------- |
| Olimpiadi 1972    | Germania Ovest | 42”81 =     | Presente      |
| Commonwealth 1974 | Australia      | 43”51       | Presente      |
| Europei 1974      | Germania Est   | 42”51       | Presente      |
| Asiatici 1974     | Giappone       | 46”62       | Non qual.     |
| Panamericani 1975 | Stati Uniti    | 42”90A      | Presenti      |

## Finale
La Germania Est non ha vinto il titolo sui 100 piani, andato ad una tedesca Ovest, e nella staffetta vuole la rivincita. Il duello con le rivali della Germania federale è serrato: nell'ultima frazione Bärbel Eckert, seconda, rimonta Annegret Kroniger e vince di 4 centesimi. La Germania Est toglie alle occidentali anche il record olimpico.
| Pos | Paese            | Atlete                                                                      | Tempo |
| --- | ---------------- | --------------------------------------------------------------------------- | ----- |
|     | Germania Est     | Marlies Oelsner Renate Stecher Carla Bodendorf Bärbel Eckert                | 42”55 |
|     | Germania Ovest   | Elvira Possekel Inge Helten Annegret Richter Annegret Kroniger              | 42”59 |
|     | Unione Sovietica | Tat'jana Proročenko Ljudmila Maslakova Nadežda Besfamil'naja Vera Anisimova | 43”09 |